# Theo Osterkamp
Theodor "Theo" Osterkamp (15 de Abril de 1892 – 2 de Janeiro de 1975) foi um piloto alemão durante a Primeira Guerra Mundial e a Segunda Guerra Mundial. Abateu 32 aeronaves na Primeira Guerra Mundial, o que fez dele um ás da aviação. Posteriormente, durante a Segunda Guerra Mundial, participou na Batalha da Grã-Bretanha onde abateu mais 6 aeronaves inimigas, tornando-se num de muito poucos pilotos que conseguiram vitórias aéreas em ambas as guerras e sobreviveram.